# Alare

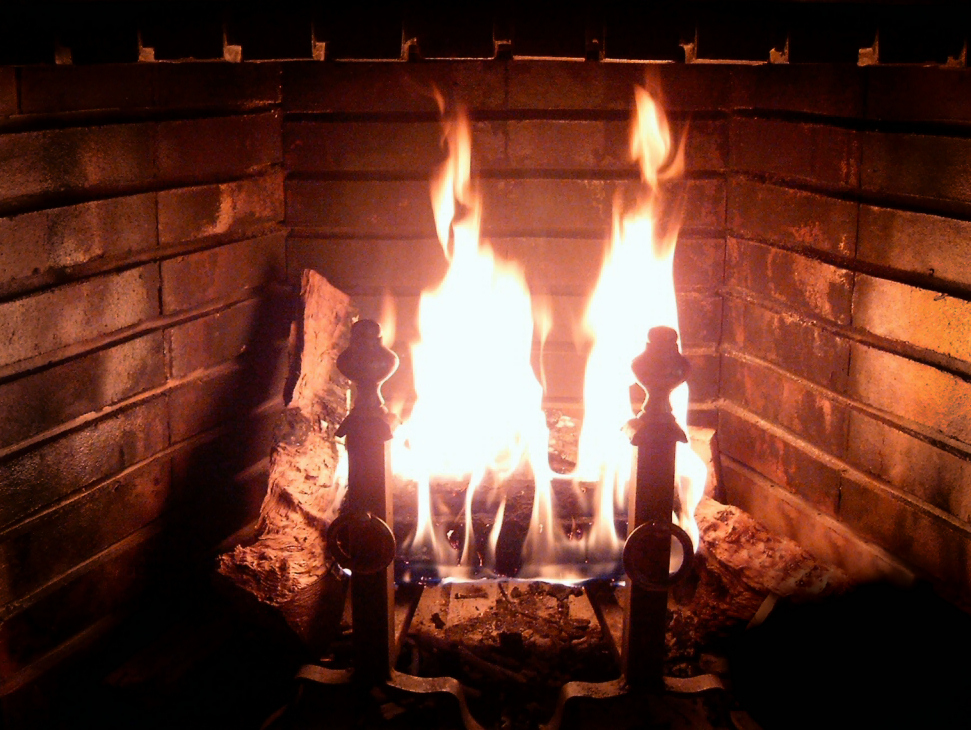
Coppia di alari

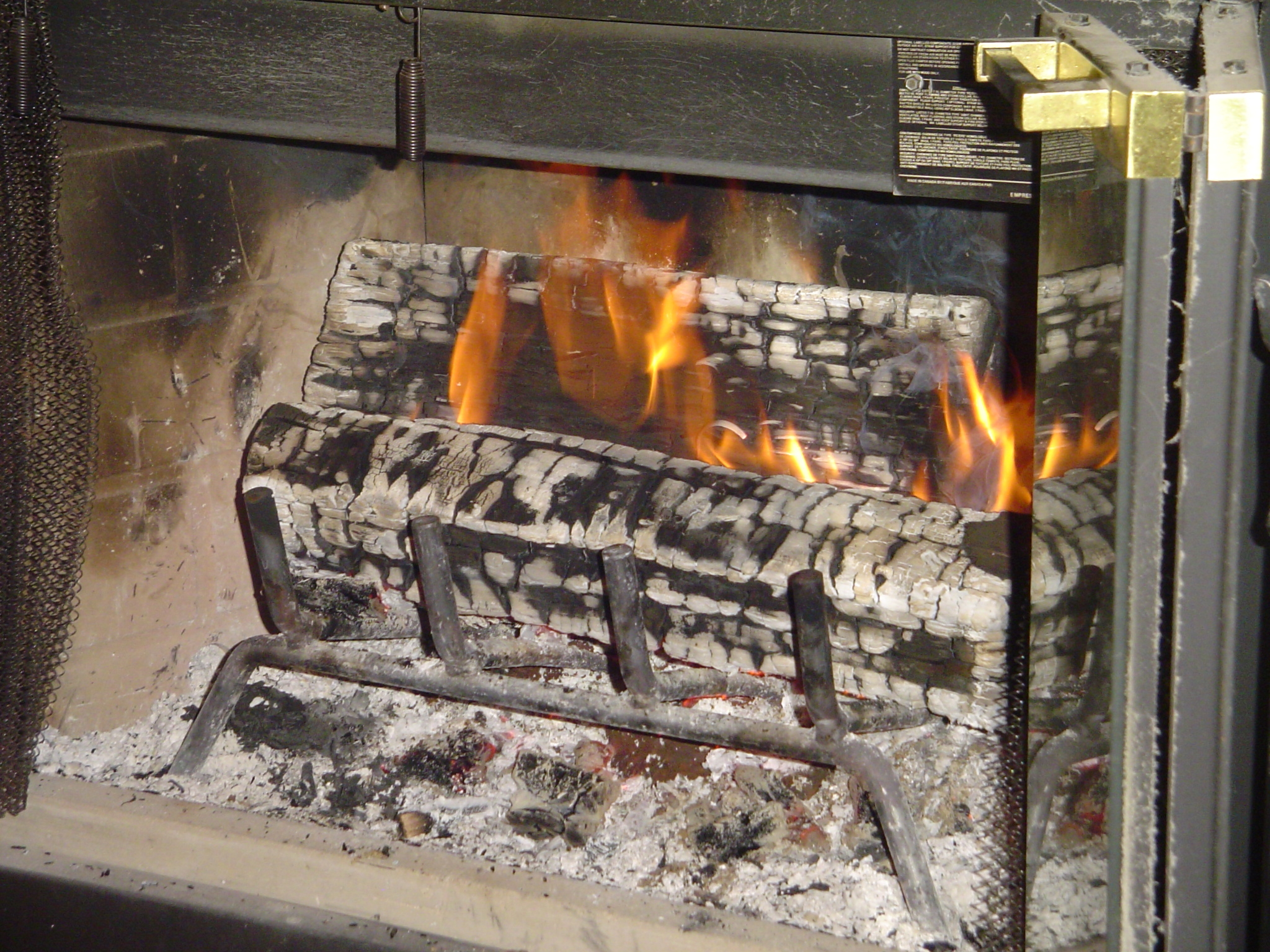
Alare che regge i ceppi nel caminetto

L'alare è uno strumento di ferro o altro materiale metallico usato nei caminetti. Ce ne sono diversi tipi, semplici staffe usate in coppia, o strutture più complesse, hanno due scopi: tenere sollevati dal fondo i ceppi per permettere una migliore ossigenazione e mantenere in posizione la struttura data ai pezzi di legno impedendo che durante la combustione si muovano e cadano al di fuori del focolare.
Consentendo una migliore combustione, contribuisce ad aumentare la temperatura dei fumi e pertanto consente in via indiretta, ma comunque significativa, ad aumentare il tiraggio del caminetto.
Insieme a paletta, attizzatoio, molle per il fuoco e mantice costituiscono il tradizionale corredo usato per il caminetto.

Alare in ceramica dell'antico Egitto. Nuovo Regno, tra il 1190 e il 1076 a.C. Museo egizio di Torino.